# Svaz komunistů Makedonie

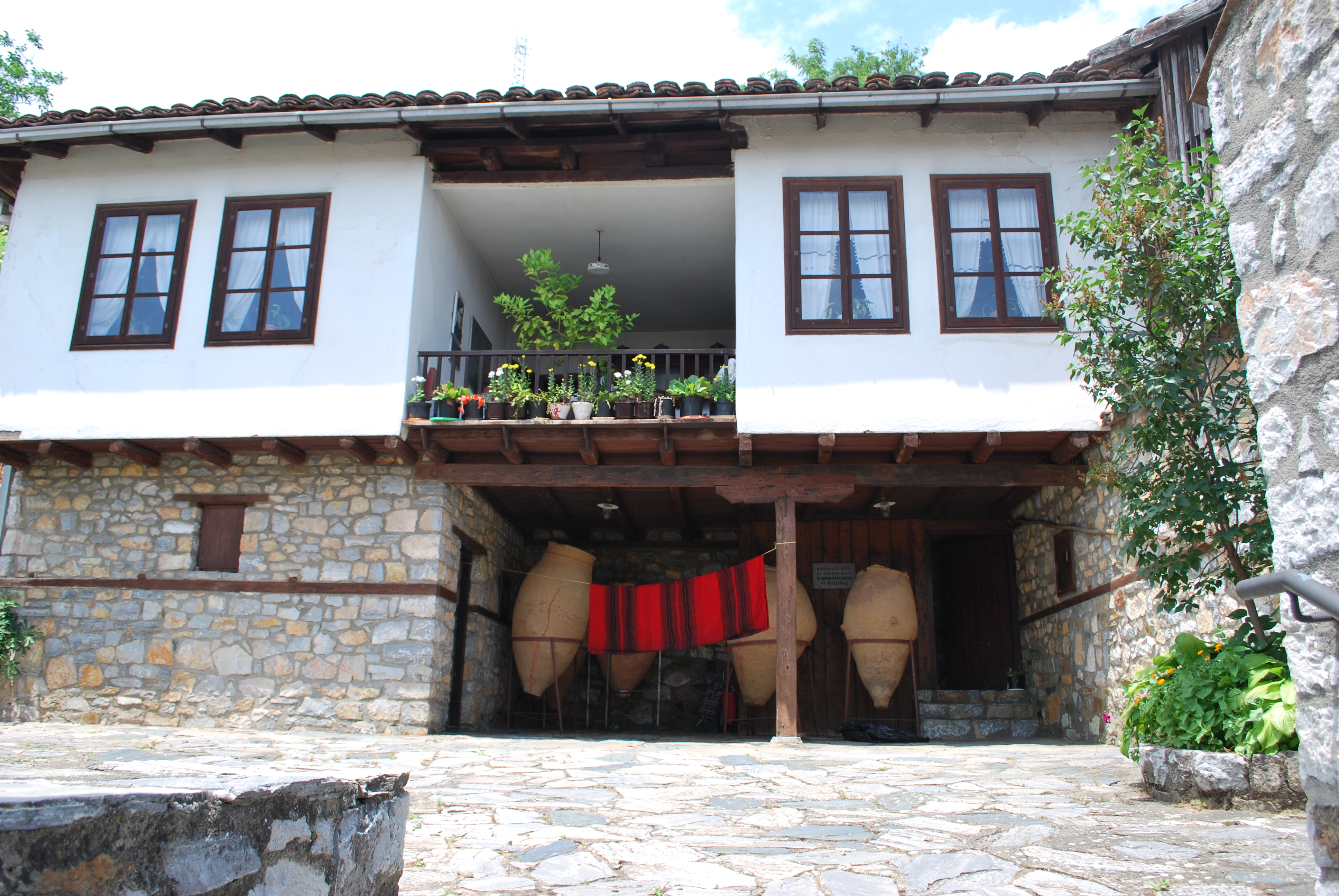
Dům v Tetovu, kde byla makedonská komunistická strana oficiálně založena.

Svaz komunistů Makedonie (makedonsky Сојуз на комунистите на Македонија) byla republiková organizace Svazu komunistů Jugoslávie na území Socialistické republiky Makedonie. Jednalo se o jedinou politickou stranu, která vládla této republice od osvobození po druhé světové válce až do roku 1990, kdy v Makedonii proběhly první svobodné volby.

## Historie
Svaz komunistů Makedonie byl založen pod názvem Komunistická strana Makedonie (makedonsky Комунистичка партија на Македонија) dne 13. března 1943 ve městě Tetovo. Ústřední výbor strany vznikl ve složení: Lazar Koliševski jako generální sekretář, Mara Naceva, Cvetko Uzunovski, Kuzman Josifovski, Strahil Gigov a Bane Andreev. První sjezd strany se uskutečnil v roce 1948, v následujících čtyřiceti letech se uskutečnilo ještě devět dalších kongresů strany.
Ještě před vznikem samostatné makedonské organizace nicméně existoval oblastní výbor Komunistické strany Jugoslávie, který působil s podobným vedením, jaké založilo stranu v roce 1943.
V roce 1952 změnila organizace v souladu s politickým vývojem v Jugoslávii název na Svaz komunistů Makedonie. V roce 1990 organizace vstoupila jako samostatná strana do prvních svobodných voleb v zemi pod názvem Svaz komunistů Makedonie - Strana pro demokratickou obrodu. Později došlo k vnitřní transformaci strany a změně ideologie z komunismu směrem k sociální demokracii. Nástupcem původní strany se stal Sociálnědemokratický svaz Makedonie. Konzervativní komunistické křídlo se od původní strany odtrhlo a založilo vlastní formaci.